# Ickford
Ickford är en civil parish i Storbritannien.   Den ligger i kommunen Buckinghamshire och riksdelen England, i den södra delen av landet, 70 km väster om huvudstaden London. Antalet invånare är 680.